# Hassan Hamdy
Mohamed Mahmoud Hamdy Ismail (Árabe: حسن حمدي) (nascido em 4 de agosto de 1949) é um ex-futebolista atualmente empresário. É o atual presidente da equipe do Al Ahly a equipe mais rica da África.